# West Albury
West Albury är en del av en befolkad plats i Australien. Den ligger i regionen Albury Municipality och delstaten New South Wales, i den sydöstra delen av landet, omkring 460 kilometer sydväst om delstatshuvudstaden Sydney. Antalet invånare är 4 115.
Närmaste större samhälle är Albury, nära West Albury. 
Trakten runt West Albury består till största delen av jordbruksmark. Runt West Albury är det ganska tätbefolkat, med 80 invånare per kvadratkilometer. Genomsnittlig årsnederbörd är 1 200 millimeter. Den regnigaste månaden är juli, med i genomsnitt 153 mm nederbörd, och den torraste är november, med 53 mm nederbörd.